# سعید آقایی
سعید آقایی (زادهٔ ۲۰ بهمن۱۳۷۳ در تبریز) بازیکن فوتبال اهل ایران است که در پست دفاع چپ بازی می‌کند.
وی همچنین برای تیم ملی فوتبال جوانان و نوجوانان ایران بازی کرده‌است. آقایی در خرداد ماه ۱۳۹۵ توسط کارلوس کی‌روش به اردوی تیم ملی فوتبال ایران دعوت شد. وی سابقه حضور در تیم‌های گسترش فولاد، تراکتور، سپاهان، پرسپولیس و فولاد خوزستان را نیز دارد.

## عملکرد باشگاهی

### گسترش فولاد
او دوران بازی خود را با گسترش فولاد در لیگ آزادگان ۹۲–۱۳۹۱ آغاز کرد و با سه بار گل‌زنی در ۱۵ بازی به تیمش کمک کرد تا به لیگ برتر فوتبال ایران، راه یابند.

### تراکتورسازی
آقایی در مجموع، ۶۹ بار برای تیم فوتبال تراکتورسازی به میدان رفته‌است. در یک دوره به شکل قرضی و پس از آن، به عنوان بازیکن تراکتور بوده‌است.

### سپاهان

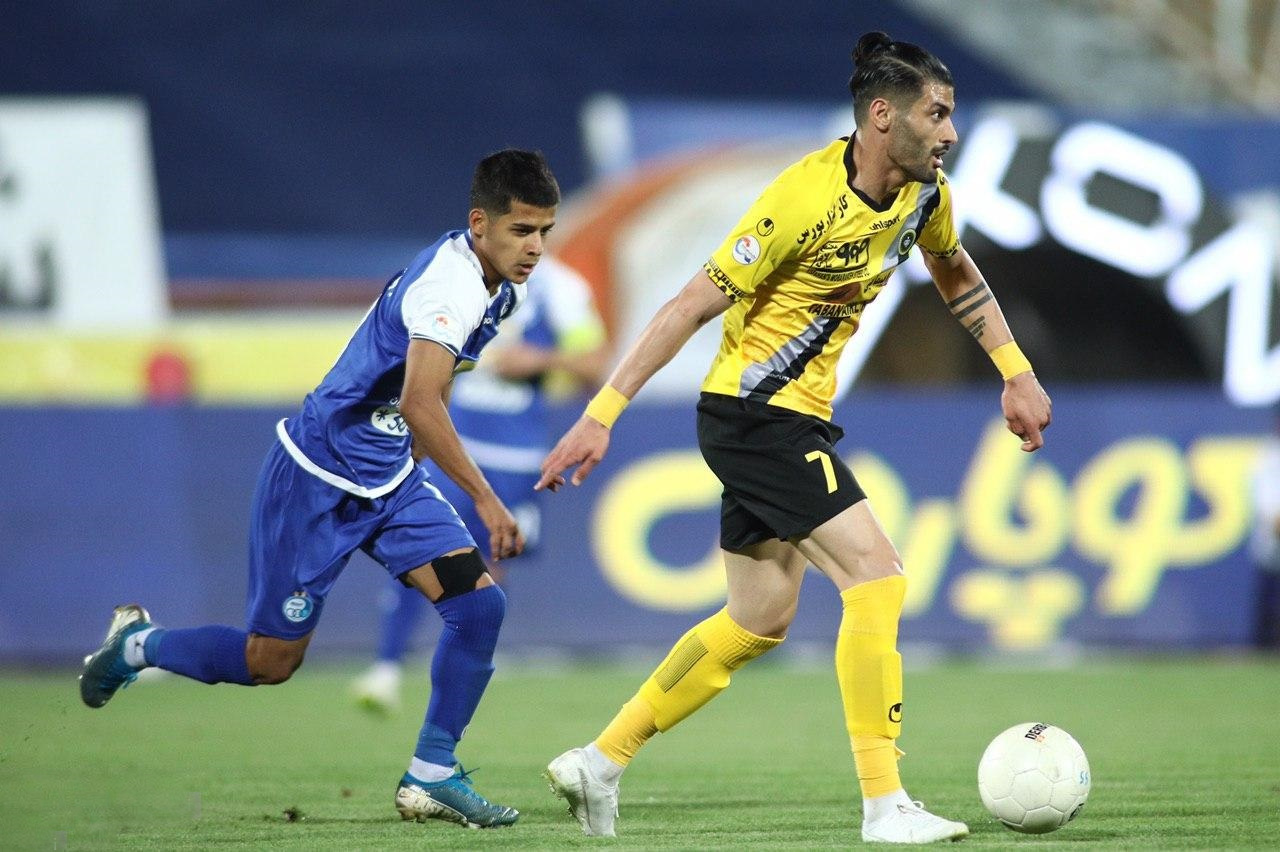
آقایی هنگام بازی برای سپاهان در برابر استقلال تهران

در ۲۴ خرداد ۱۳۹۶، آقایی با قراردادی به مدت سه فصل، به تیم سپاهان پیوست. او برای سپاهان در ۷۵ مسابقه به میدان رفته‌است و یک گل هم برای این تیم، زده‌است. او با تیم فوتبال سپاهان به نایب قهرمانی در لیگ برتر فوتبال ایران ۹۸–۱۳۹۷ دست یافت.

### پرسپولیس
در ۱۱ شهریور ۱۳۹۹، آقایی با قراردادی به مدت ۲ فصل، به تیم پرسپولیس پیوست تا جایگزین محمد انصاری که به تازگی جراحی کرده بود، باشد.
نخستین بازی او برای پرسپولیس، در ۲۵ شهریور ۱۳۹۹ در مرحله گروهی لیگ قهرمانان آسیا ۲۰۲۰ در ورزشگاه بنیاد قطر در مسابقه‌ای برابر التعاون بود که با پیروزی ۱ بر ۰ پرسپولیس، همراه شد.
او نیز در فروردین ماه ۱۴۰۰ به کرونا مبتلا شد و بازی‌های پرسپولیس در لیگ قهرمانان آسیا در مرحله گروهی را از دست داد.
سعید آقایی به دلیل دریافت نکردن پیشنهاد تمدید از تیم فوتبال تیم فوتبال پرسپولیس از این تیم جدا شد.

### فولاد خوزستان
آقایی در ۲ تیر ۱۴۰۱ با قراردادی ۲ ساله به فولاد خوزستان پیوست.

## آمار ملی

### بازی‌های ملی
تا تاریخ ۲۷ مارس ۲۰۱۸
| ایران | ایران | ایران |
| سال   | بازی  | گل    |
| ----- | ----- | ----- |
| ۲۰۱۷  | ۳     | ۰     |
| ۲۰۱۸  | ۲     | ۰     |
| مجموع | ۵     | ۰     |

## آمار باشگاهی
تا تاریخ ۶ شهریور ۱۴۰۲
| —                   | —                   | —                   | لیگ برتر | لیگ برتر | جام حذفی | جام حذفی | آسیا | آسیا | سوپر جام | سوپر جام | مجموع | مجموع |
| فصل                 | باشگاه              | لیگ                 | بازی     | گل       | بازی     | گل       | بازی | گل   | بازی     | گل       | بازی  | گل    |
| ------------------- | ------------------- | ------------------- | -------- | -------- | -------- | -------- | ---- | ---- | -------- | -------- | ----- | ----- |
| ۹۲–۱۳۹۱             | گسترش فولاد         | لیگ آزادگان         | ۱۵       | ۳        | ۰        | ۰        | _    | _    | _        | _        | ۱۵    | ۳     |
| ۹۳–۱۳۹۲             | گسترش فولاد         | لیگ برتر            | ۴        | ۰        | ۰        | ۰        | _    | _    | _        | _        | ۴     | ۰     |
| مجموع گسترش فولاد   | مجموع گسترش فولاد   | مجموع گسترش فولاد   | ۱۹       | ۳        | _        | _        | _    | _    | _        | _        | ۱۹    | ۳     |
| ۹۳–۱۳۹۲             | تراکتور             | لیگ برتر            | ۴        | ۰        | ۰        | ۰        | ۲    | ۰    | _        | _        | ۶     | ۰     |
| ۹۴–۱۳۹۳             | تراکتور             | لیگ برتر            | ۱۰       | ۰        | ۱        | ۰        | ۰    | ۰    | _        | _        | ۱۱    | ۰     |
| ۹۵–۱۳۹۴             | تراکتور             | لیگ برتر            | ۲۲       | ۱        | ۴        | ۰        | ۴    | ۱    | _        | _        | ۳۰    | ۲     |
| ۹۶–۱۳۹۵             | تراکتور             | لیگ برتر            | ۲۱       | ۰        | ۰        | ۰        | ۰    | ۰    | _        | _        | ۲۱    | ۰     |
| مجموع تراکتور       | مجموع تراکتور       | مجموع تراکتور       | ۵۷       | ۱        | ۵        | ۰        | ۶    | ۱    | _        | _        | ۶۸    | ۲     |
| ۹۷–۱۳۹۶             | سپاهان              | لیگ برتر            | ۲۳       | ۰        | ۱        | ۰        | ۰    | ۰    | _        | _        | ۲۴    | ۰     |
| ۹۸–۱۳۹۷             | سپاهان              | لیگ برتر            | ۲۸       | ۱        | ۴        | ۰        | ۰    | ۰    | _        | _        | ۳۲    | ۱     |
| ۹۹–۱۳۹۸             | سپاهان              | لیگ برتر            | ۱۸       | ۲        | ۲        | ۰        | ۲    | ۰    | _        | _        | ۲۲    | ۲     |
| مجموع سپاهان        | مجموع سپاهان        | مجموع سپاهان        | ۶۹       | ۳        | ۷        | ۰        | ۲    | ۰    | _        | _        | ۷۸    | ۳     |
| ۱۴۰۰–۱۳۹۹           | پرسپولیس            | لیگ برتر            | ۲۶       | ۰        | ۳        | ۰        | ۷    | ۰    | ۱        | ۰        | ۳۷    | ۰     |
| ۰۱–۱۴۰۰             | پرسپولیس            | لیگ برتر            | ۲۵       | ۰        | ۳        | ۰        | ۲    | ۰    | ۱        | ۰        | ۳۱    | ۰     |
| مجموع پرسپولیس      | مجموع پرسپولیس      | مجموع پرسپولیس      | ۵۱       | ۰        | ۶        | ۰        | ۹    | ۰    | ۲        | ۰        | ۶۸    | ۰     |
| ۰۲–۱۴۰۱             | فولاد               | لیگ برتر            | ۲۶       | ۰        | ۲        | ۰        | ۱    | ۰    | _        | _        | ۲۹    | ۰     |
| مجموع فولاد خوزستان | مجموع فولاد خوزستان | مجموع فولاد خوزستان | ۲۶       | ۰        | ۲        | ۰        | ۱    | ۰    | _        | _        | ۲۹    | ۰     |
| ۰۳–۱۴۰۲             | تراکتور             | لیگ برتر            | ۲        | ۰        | ۰        | ۰        | ۰    | ۰    | _        | _        | ۲     | ۰     |
| مجموع تراکتور       | مجموع تراکتور       | مجموع تراکتور       | ۲        | ۰        | ۰        | ۰        | ۰    | ۰    | _        | _        | ۲     | ۰     |
| ۰۳–۱۴۰۲             | نساجی               | لیگ برتر            | ۰        | ۰        | ۰        | ۰        | ۰    | ۰    | –        | –        | ۰     | ۰     |
| مجموع آمار          | مجموع آمار          | مجموع آمار          | ۲۲۴      | ۷        | ۲۰       | ۰        | ۱۸   | ۱    | ۲        | ۰        | ۲۶۴   | ۸     |

## افتخارات

### باشگاهی
سپاهان
- لیگ برتر خلیج فارس: نایب قهرمان ۹۸–۱۳۹۷

تراکتورسازی
- لیگ برتر خلیج فارس: نایب قهرمان ۹۴–۱۳۹۳
- جام حذفی: قهرمان ۹۳–۱۳۹۲ و نایب قهرمان ۹۶–۱۳۹۵
- دیگر: قهرمان جام شهدا ۱۳۹۳

#### پرسپولیس
- لیگ برتر خلیج فارس
  - قهرمان(۱): ۱۴۰۰–۱۳۹۹
  - نائب قهرمان(۱): ۰۱–۱۴۰۰
- سوپر جام ایران
  - قهرمان(۱): ۱۳۹۹
  - نائب قهرمان(۱): ۱۴۰۰
- لیگ قهرمانان آسیا
  - نائب قهرمان(۱): ۲۰۲۰

### فردی
- بهترین مدافع چپ سال نوروز فوتبالی از نگاه مردم: ۱۳۹۹